# Музей тоталітаризму
Музей тоталітаризму — музей міста Херсон Херсонська область.

## Історія
Музей засновано у 1989 році лікарем за фахом — Віталієм Трибушним. Ідея виникла у 1989 році після розгону антирадянської демонстрації у столиці Грузії Тбілісі.

## Експонати
Понад двісті різних експонатів:
- колекція артефактів радянської доби.

- авторські інсталяції та картини херсонських художників на антитоталітарну тему.

- книги, статуетки, листівки й фотографії